# Egor Jakovlev
Egor Konstantinovič Jakovlev (in russo Егор Константинович Яковлев?; Magnitogorsk, 17 settembre 1991) è un hockeista su ghiaccio russo.

## Palmarès

### Olimpiadi
- 1 medaglia[1]:
  - 1 oro (Pyeongchang 2018)

### Mondiali
- 2 medaglie[2]:
  - 1 oro (Bielorussia 2014)
  - 1 argento (Repubblica Ceca 2015)